# Présidence belge du Conseil de l'Union européenne en 2010
Présidence espagnole du Conseil de l'Union européenne en 2010 Présidence hongroise du Conseil de l'Union européenne en 2011
La présidence belge du Conseil de l'Union européenne en 2010 désigne la douzième présidence du Conseil de l'Union européenne effectuée par la Belgique depuis la création de l'Union européenne en 1958. 
Elle fait suite à la présidence espagnole de 2010 et précède celle de la présidence hongroise du Conseil de l'Union européenne à partir du 1er janvier 2011.
Cette présidence marque la continuité en fonction du « trio de présidences » : Espagne - Belgique - Hongrie, dont le fonctionnement a pour but de proposer une vision à plus long terme et d'éviter des priorités trop nationales. Ce trio exerce, de plus, ses fonctions sur la base du nouveau Traité de Lisbonne qui est entré en fonction le 1er décembre 2009 et qui donne au Conseil une tête bicéphale avec la présidence de Herman Van Rompuy.

## Programme

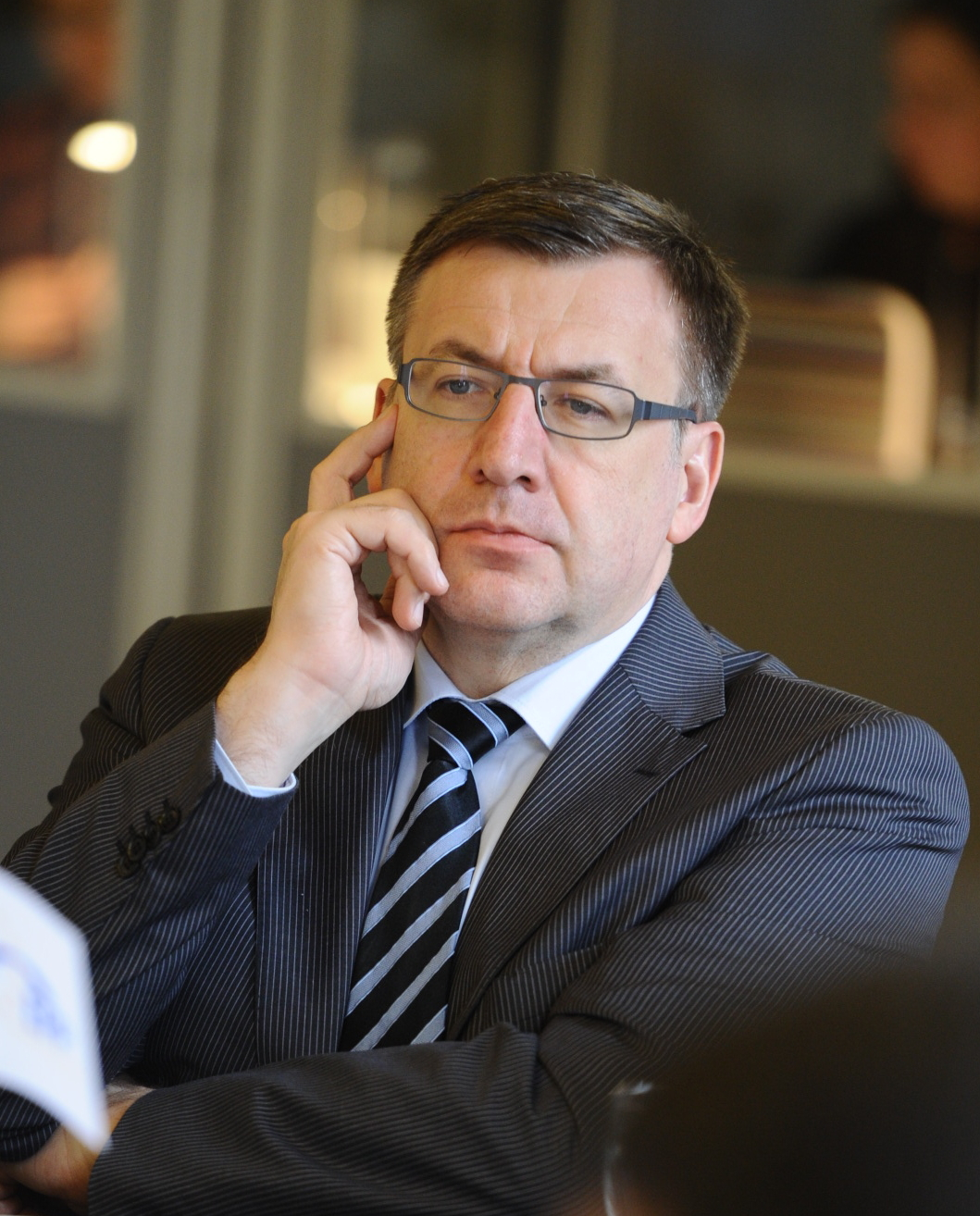
Steven Vanackere, président du Conseil de l’Union européenne lors du 2e semestre 2010.

Parmi les questions au programme de la présidence belge du Conseil de l'Union se trouvait notamment l'élargissement de l'UE. Les négociations sur l'adhésion de l'Islande à l'Union européenne ont officiellement commencé le 27 juillet. Concernant la Croatie, la majeure partie des quelques chapitres de l'acquis communautaire restant furent clos à la fin de la présidence belge. Enfin, lors du Conseil européen des 16 et 17 décembre 2010, le Monténégro s'est vu accorder le statut de candidat.
En outre, le gouvernement belge a introduit les questions de recherche et développement et d'innovation au cœur de la présidence. Lors du Conseil européen du 28 et 29 octobre 2010 a été débattue la possibilité d'une nouvelle politique de recherche et d'innovation. De même, la présidence belge fit un pas en faveur du programme économique Europe 2020 adopté lors de la première moitié de l'année 2010 pour prendre la relève de la stratégie de Lisbonne. Le volet sur l'innovation avait déjà été préparé depuis le début de l'année 2010 par la commissaire à la recherche, à l'innovation et à la science Máire Geoghegan-Quinn. Par ailleurs, le gouvernement belge a annoncé vouloir poursuivre le projet de brevet européen pendant la présidence. Puisque le projet de brevet européen fut bloqué par l'Italie et l'Espagne, un groupe d'États membres a décidé, en décembre, de le mettre en œuvre dans le cadre d'une coopération renforcée.
Le gouvernement belge a également annoncé que les questions sociales étaient une priorité du Conseil, notamment par la mise en œuvre des objectifs de réduction de la pauvreté qui sont inscrits dans la stratégie Europe 2020.
Par ailleurs, la présidence a joué un rôle important dans la mise en œuvre des innovations du traité de Lisbonne. Ainsi, le Service européen pour l'action extérieure (SEAE), dont la conception a été décidée à la fin de la présidence espagnole, a été mis en place. Il y a cependant eu des désaccords entre le Conseil de l'Union et le Parlement européen sur la configuration exacte du SEAE. La présidence belge a annoncé qu'elle souhaitait jouer le rôle de médiateur dans le conflit inter-institutionnel. Le 26 juillet, le Conseil des affaires étrangères a donné son approbation finale pour la mise en place du service.

## Identité visuelle
Le triplet de la présidence comprenant l'Espagne, la Belgique et la Hongrie ont adopté un logo commun créée par un étudiant en graphisme belge, Antoine Durieux. Il représente les lettres E et U liées ensemble (initiales de l'anglais European Union). Ces lettres sont formées à partir d'un ruban composé de trois bandes aux couleurs déclinables en fonction du drapeau du pays président le conseil. Dans le cas de la Belgique, les bandes étaient noire, jaune et rouge. 
Les lettres sont inclinées pour montrer le dynamisme des pays. Elles paraissent écrites à la main symbolisant le fait que tous les citoyens peuvent se réapproprier le projet européen.

## Compléments